# 国民幸福总值
国民幸福总值（Gross National Happiness，缩写GNH，也称国民幸福指数，宗喀語：རྒྱལ་ཡོངས་དགའ་སྐྱིད་དཔལ་འཛོམས，威利：rgyal-yongs dpa'-skyid dpal-'dzoms）是评价国民生活品质的指数，比国民生产总值更全面，并注重国民精神上的感受。
这个术语由前不丹国王吉格梅·辛格·旺楚克于1972年提出。他对于这个术语的解释是建立一个能够为不丹的基于佛教精神价值观的特殊文化而服务的经济环境。和大部分道德上的目标一样，该术语容易陈述但难以定义。然而，它已经成为了不丹五年计划和其它与经济和发展相关计划的一个统一的愿景。
按照传统发展模式，经济发展成为最后的目标。而GNH的理念强调人类社会的真正发展在于物质与精神的同步发展，且相互影响。GNH四大基本元素分别是平等稳固的社会经济建设、文化价值的保护和发扬、自然环境的保护和高效管理制度的建立。

## 量化指标
GNH具体转化为四大支柱：资源保護和環境保護、公平和可持续的经济发展、传统文化的保留、优良的治理制度，让国民在物质生活和精神生活之间保持均衡。不丹政府把它们细化成了心理幸福、生态、卫生、教育、文化、生活标准、时间使用、社区活力及良好的管理状态这九大区域，每个区域都有相应的指数标准，最后开发出涵盖国民生活每个方面的72个“幸福指示器”，比如心理幸福区域，就包括了人们进行祈祷的频率、冥思、自私自利、嫉妒、镇静、同情、大方、挫折及自杀念头等指示器。每隔两年，政府都会对这个评价机制进行修改，以求与实际情况保持一致。
GNH通常和真实发展指标（Genuine Progress Indicator，简称GPI）一起讨论，后者是将生活品质和快乐量化。这两个量化指标（如生活指标）是主观的指标，比客观指标消费更重要。
普林斯顿大学心理学家丹尼尔卡尼曼提出，用一种新的方法昨日重现法来度量GNH。这种方法要求人们回想在最近的一天自己做过些什么以及当时的感受，将它写在一个简短的日记裡。

## 国民幸福总值会议
第二届国民幸福总值国际会议于2005年6月20日到24日在加拿大安蒂戈尼什举行，主题是“重思发展：提高全球生活质量的本地方法”。该会议由大西洋真实发展指标（页面存档备份，存于）网站（在线报道全部过程）、科迪国际研究中心、不丹研究中心（页面存档备份，存于）、新斯科舍省、圣玛丽大学的Gorsebrook研究中心和新不伦瑞克大学联合举办。
该届会议最后一次例会于2006年11月8日到11日在日本横滨的明治学院大学举行。会议分析了海达族人的非西方经济和社会模式的成功。
第三届国民幸福总值国际会议于2007年11月22日到28日在泰国举行。主办者为泰国Sathirakoses Nagapradipa基金会和不丹研究中心。当地的公司和泰国政府为大会提供网络支持。

## 古典自由主义关于快乐的理解
根据古典自由主义的经济学原理，快乐是经济的度量指标之一，和通常的福利有相同效用。古典自由主义经济学家尝试通过消费和利润来量化快乐。比如：X产品大量消费，获得很高利润，古典自由主经济学家认为社会认可这个商品是好的，产品的各个要素在社会上产生了大量的快乐。这样就将消费水準和快乐联系起来，这个概念现在受到了国民幸福总值支持者的挑战。

## 关于国民幸福总值的批评
批评家指出国民幸福总值依赖于一系列主观的关于生活品质的判断，政府部门可以根据适合他们的方式来定义这个指数。以不丹为例，该国将非法入境的10万尼泊尔人驱逐出不丹国境，取消他们的不丹国籍。这将降低不丹的传统度量指标，如国民生产总值，然而不丹政府宣称这并没有降低不丹的国民幸福总值。
经济发展的替代指数（Alternative indicator）现在被很多非政府组织所支持，如英国的新经济基金会，也包括一些欧洲和加拿大的政府官员。